# On purge bébé (téléfilm, 1979)
Pour les articles homonymes, voir On purge bébé (homonymie).
On purge bébé est un téléfilm en couleur de Jeannette Hubert réalisé en 1979 d'après la comédie en un acte du même nom de Georges Feydeau.
Ce téléfilm est en réalité la pièce de théâtre filmée en représentation.

## Synopsis
Monsieur Follavoine attend dans son cabinet de travail un certain monsieur Chouilloux, avec qui il doit traiter une grosse affaire. Mais sa femme, avec laquelle il se querelle sans cesse, fait irruption dans la pièce, car leur fils Toto (surnommé Bébé) est constipé. Il faut donc purger Bébé...

## Distribution
- Bernard Blier, Bastien Follavoine
- Danielle Darrieux, Julie Follavoine
- Louis Seigner, Adhémar Chouilloux
- Raymond Pellegrin, Horace Truchet
- Jacqueline Gauthier, madame Chouilloux
- José Alfonso, Hervé Follavoine dit « Toto » dit « Bébé »
- Christiane Muller, Rose, la femme de chambre.